# Abderrahmane Hammad
Abderrahmane Hammad (Argelia, 27 de mayo de 1977) es un atleta argelino retirado, especializado en la prueba de salto de altura en la que llegó a ser medallista de bronce olímpico en 2000.

## Carrera deportiva
En los JJ. OO. de Sídney 2000 ganó la medalla de bronce en el salto de altura, saltando por encima de 2.32 m, tras el ruso Sergey Klyugin (oro con 2.35 m) y el cubano Javier Sotomayor (plata también con 2.32 m pero en menos intentos).